# Kritija
 Ovo je glavno značenje pojma Kritija. Za druga značenja pogledajte Kritija (razdvojba).
Kritija Mlađi (grč. Κριτίας) (oko 460. – 403. pr. Kr.) grčki je političar konzervativnih nazora, pjesnik i pisac, unuk Kritije Starijeg i Platonov pradjed po majci. Rodom je iz stare atenske aristokratske obitelji. Bio je učenik sofista i Sokrata. Autor je pjesničkog djela "Elegije", kulturno-političke povijesti Atene, Sparte, Tesalije i drugih grčkih državica pod naslovom "O državnim uređenjima" te knjige "Aforizmi" i "Razgovori". On je usmeno prenio Solonov izvještaj o potonuloj državi Atlantidi svojim unucima. Držao je da je religiju izmislio zakonodavac da bi ljudima ulio strah, a Bog je izmišljen radi obuzdavanja nepoćudnih ljudskih čina. Po svome političkom uvjerenju bio je gorljiv pristaša spartanskog društvenog uređenja i žestok protivnik atenske demokracije. Kritija je 415. pr. Kr. bio optužen kao pripadnik hermokopida te je 407. pr. Kr., nakon Alkibijadova pada, prognan u Tesaliju. Nakon tri godine progonstva vratio se u Atenu i postao čelnikom 30-orice tirana. Zbog surove strahovlade i krvavog terora bio je omražen od naroda. Poginuo je u bitki s demokratima koji su pod Trasibulovim vodstvom oslobodili Atenu od tiranije. U dijalogu "Kritija" Platon preko njega kao glavnog lika iznosi kazivanje o Atlantidi.